# Radzovce
Radzovce és un poble i municipi d'Eslovàquia. Es troba a la regió de Banská Bystrica.

## Història
La primera menció escrita de la vila es remunta al 1246.

## Viles agermanades
- Varsány, Hongria

## Demografia
| Godina             | 1994 | 2004   | 2014   | 2024   |
| ------------------ | ---- | ------ | ------ | ------ |
| Nombre de persones | 1620 | 1601   | 1553   | 1557   |
| Diferència         |      | −1,17% | −2,99% | +0,25% |

| Godina             | 2023 | 2024   |
| ------------------ | ---- | ------ |
| Nombre de persones | 1548 | 1557   |
| Diferència         |      | +0,58% |